# Mirabilidiplosis
Mirabilidiplosis är ett släkte av tvåvingar. Mirabilidiplosis ingår i familjen gallmyggor.
Kladogram enligt Catalogue of Life:
| Mirabilidiplosis | \| \| Mirabilidiplosis alutaceus \| \| \| \| \| \| Mirabilidiplosis spinosa \| \| \| \| \| \| Mirabilidiplosis undata \| \| \| \| \| \| Mirabilidiplosis villosa \| \| \| \| |
|                  | \| \| Mirabilidiplosis alutaceus \| \| \| \| \| \| Mirabilidiplosis spinosa \| \| \| \| \| \| Mirabilidiplosis undata \| \| \| \| \| \| Mirabilidiplosis villosa \| \| \| \| |
|                  | Mirabilidiplosis alutaceus |
|                  | |
|                  | Mirabilidiplosis spinosa |
|                  | |
|                  | Mirabilidiplosis undata |
|                  | |
|                  | Mirabilidiplosis villosa |
|                  | |